# 社が丘
社が丘（やしろがおか）は、愛知県名古屋市名東区の地名。現行行政地名は社が丘一丁目から社が丘四丁目。住居表示未実施。

## 地理
名古屋市名東区東部に位置する。東は猪高町上社、西は上社三丁目・上社五丁目・貴船二丁目・貴船三丁目、北は姫若町・本郷二丁目に接する。

### 河川
- 植田川

## 歴史

### 町名の由来
上社の「社」と丘陵地を意味する丘を組み合わせたという。

### 沿革
- 1984年（昭和59年）2月11日 - 名東区猪高町上社の一部により同区社が丘一丁目・社が丘二丁目・社が丘四丁目が、猪高町上社・猪高町一社・猪高町高針の各一部により社が丘三丁目がそれぞれ成立する[1]。上社土地区画整理組合の換地処分による[4]。
- 1986年（昭和61年）8月1日 - 三丁目に猪高町一社・猪高町上社の各一部が編入される[1]。

## 世帯数と人口
2019年（平成31年）4月1日現在の世帯数と人口は以下の通りである。
| 丁目         | 世帯数    | 人口    |
| ------------ | --------- | ------- |
| 社が丘一丁目 | 512世帯   | 1,159人 |
| 社が丘二丁目 | 336世帯   | 773人   |
| 社が丘三丁目 | 467世帯   | 1,130人 |
| 社が丘四丁目 | 370世帯   | 934人   |
| 計           | 1,685世帯 | 3,996人 |

### 人口の変遷
国勢調査による人口の推移
| 2000年（平成12年） | 3,489人 | [ WEB 6 ] |  |
| 2005年（平成17年） | 3,765人 | [ WEB 7 ] |  |
| 2010年（平成22年） | 4,106人 | [ WEB 8 ] |  |
| 2015年（平成27年） | 4,211人 | [ WEB 9 ] |  |

## 学区
市立小・中学校に通う場合、学校等は以下の通りとなる。また、公立高等学校に通う場合の学区は以下の通りとなる。なお、小・中学校は学校選択制度を導入しておらず、番毎で各学校に指定されている。
| 丁目         | 小学校                                    | 中学校                                      | 高等学校 |
| ------------ | ----------------------------------------- | ------------------------------------------- | -------- |
| 社が丘一丁目 | 名古屋市立上社小学校                      | 名古屋市立上社中学校                        | 尾張学区 |
| 社が丘二丁目 | 名古屋市立上社小学校                      | 名古屋市立上社中学校                        | 尾張学区 |
| 社が丘三丁目 | 名古屋市立貴船小学校 名古屋市立上社小学校 | 名古屋市立高針台中学校 名古屋市立上社中学校 | 尾張学区 |
| 社が丘四丁目 | 名古屋市立上社小学校                      | 名古屋市立上社中学校                        | 尾張学区 |

## 交通
- 東名高速道路名古屋インターチェンジ
- 愛知県道60号名古屋長久手線（東山通）
- 愛知県道59号名古屋中環状線
- 愛知県道219号浅田名古屋線

## 施設
- 平池公園[2]
- 名古屋市名東生涯学習センター[2]

三丁目802番地。1980年（昭和55年）6月、名東社会教育センターとして設置。1997年（平成9年）4月、名東生涯学習センターと改称。2014年（平成26年）4月、指定管理者制度導入。鉄筋コンクリート造2階建で、延床面積は2,213.61平方メートル。
- 名古屋市立上社中学校[2]
- 社が丘公園[2]
- 名古屋法務局名東出張所[3]

## その他

### 日本郵便
- 郵便番号 : 465-0051[WEB 3]（集配局：名東郵便局[WEB 12]）。

### WEB
1. ↑  “愛知県名古屋市名東区の町丁・字一覧”.   人口統計ラボ. 2017年10月7日閲覧。
2. 1 2  “町・丁目(大字)別、年齢(10歳階級)別公簿人口(全市・区別)”.   名古屋市 (2019年4月22日). 2019年4月23日閲覧。
3. 1 2  “郵便番号”.  日本郵便. 2019年3月17日閲覧。
4. ↑  “市外局番の一覧”.   総務省. 2019年1月6日閲覧。
5. 1 2  名古屋市役所市民経済局地域振興部住民課町名表示係 (2015年10月21日). “名東区の町名一覧”.   名古屋市. 2017年10月7日閲覧。
6. ↑  名古屋市役所総務局企画部統計課統計係 (2005年7月1日). “（刊行物）名古屋の町(大字)・丁目別人口 (平成12年国勢調査) 名東区” (XLS). 2017年10月8日閲覧。
7. ↑  名古屋市役所総務局企画部統計課統計係 (2007年6月29日). “平成17年国勢調査　名古屋の町(大字)別・年齢別人口 名東区” (XLS). 2017年10月8日閲覧。
8. ↑  名古屋市役所総務局企画部統計課統計係 (2012年6月29日). “平成22年国勢調査　名古屋の町(大字)別・年齢別人口 名東区” (XLS). 2017年10月8日閲覧。
9. ↑  名古屋市役所総務局企画部統計課統計係 (2017年7月7日). “平成27年国勢調査　名古屋の町(大字)別・年齢別人口” (XLS). 2017年10月8日閲覧。
10. ↑  “市立小・中学校の通学区域一覧”.   名古屋市 (2018年11月10日). 2019年1月14日閲覧。
11. ↑  “平成29年度以降の愛知県公立高等学校（全日制課程）入学者選抜における通学区域並びに群及びグループ分け案について”.   愛知県教育委員会 (2015年2月16日). 2019年1月14日閲覧。
12. ↑  “郵便番号簿 2018年度版” (PDF).   日本郵便. 2019年4月23日閲覧。

### 文献
1. 1 2 3  名古屋市計画局 1992, p. 869.
2. 1 2 3 4 5 6  「角川日本地名大辞典」編纂委員会 1989, p. 1552.
3. 1 2  名古屋市計画局 1992, p. 672.
4. ↑  名東区区制20周年記念事業実行委員会 1995, p. 84.
5. 1 2 3 4 5  名古屋市教育委員会事務局総務部企画経理課 2018, p. 219.